# Inkariget
Inkariget var det største rige i Sydamerika før Columbus og på sit højdepunkt et af verdens største samfund. Riget opstod i det peruvianske højland i 1100-tallet og bredte sig både ved erobringer og ved fredelig assimilation over en stor del af det vestlige Sydamerika. Riget havde sin hovedstad i byen Cuzco i det sydøstlige Peru, indtil den sidste selvstændige inka-kejser faldt for spanierne i 1533.

## Historie

### De første inkaer
Det første inkafolk bestod af en indianerstamme nær Cuzco, som i det 12. århundrede oprettede bystaten Qosqo (Spansk: Cuzco). Det skete under ledelse af den første inka, Manco Capac, som bl.a. indførte de første love og desuden blev tilbedt som søn af solguden Inti; af den grund blev de efterfølgende inkaherskere ligeledes regnet for solens sønner. Historikere mener, at Manco Capac var høvding for nogle hulefolk, som han ledte fra Titicaca-højlandet til Cuzco for at slå sig ned som agerbrugere. Selvom Manco Capac regerede i 40 år blev det først en af de senere inkakejsere, som satte gang i udvidelsen af inkariget.
Ifølge inkaerne selv var Manco Capac sammen med sin søster og kone Mama Ocllo sendt ned til jorden af solguden (som blev regnet for den højeste gud). Solguden sendte disse to mennesker til jorden ved Titicacasøen, hvorfra de ledte en gruppe andre mennesker. Manco Capac og Mama Ocllo fik en stav, som de skulle gå rundt med, indtil den sank i jorden. Efter at de havde vandret i lang tid sank staven i jorden ved Cuzco; her blev inkaernes hovedstad grundlagt, og det er Cuzco stadig kendt for den dag i dag.

### Rigets udvidelse
Pachacuti blev den første kejser af det egentlige inkarige, da bystaten Cuzco, som var inkaernes oprindelige hjemland, omkring år 1438 blev omdøbt til Tahuantinsuyu, det som vi i dag kalder inkariget. Pachacuti regerede fra 1438 til 1463, og under hans regeringstid blev Inkariget voldsomt udvidet. Når nye stammer og riger skulle erobres, sendte Pachacuti først diplomater ud for at overbevise de fremmede høvdinger om, at de ville opnå mere rigdom ved at slutte sig til Inkariget end ved at fortsætte som selvstændige stammer. Luksuriøse gaver fra Inkariget blev tilbudt for at få de omkringliggende stammer til at slutte sig til det hastigt voksende inkarige. Hvis stammerne ikke sluttede sig til Inkariget på denne fredelige måde blev hårdere metoder taget i brug: Den store inkahær, som på Pachacutis regeringstid bestod af 70.000 soldater, var i stand til at besejre alle indianerstammer, der stod i dens vej.
Da Pachacuti døde i 1463, trådte hans søn Tupac Inca ind som kejser af Inkariget. Under Tupac Inca blev hæren forøget fra 70.000 mand til ca. 2.500.000. Med denne hær lykkedes det Tupac Inca at udvide Inkariget fra områderne, som Pachacuti havde erobret i sin tid, til det meste af den peruvianske kyst samt et godt stykke af det, der i dag er Ecuador. Erobringen af kyststrækningen skyldtes inkaernes besejring og erobring af Chimor-riget, et kongerige, der havde domineret det meste af den peruvianske kyst i flere hundrede år.
Tupac Incas død i 1490 førte til at hans søn Huayna Capac blev den næste kejser af Inkariget. Tupac Inca stod for de største erobringer, men han havde også let spil, da den talrige Inkahær nemt kunne klare de spredte og dårligere organiserede andes-kulturer som fandtes i det nuværende nordlige Chile, nord-vestlige Argentina og vestlige Bolivia.

## Samfundet

### Inkaernes organisering
Det var inkaernes store talent for organisering af et kæmpeimperium, som gjorde at de kunne styre mere end 100 forskellige befolkningsgrupper; da inkariget var størst udgjorde de oprindelige inkaer ca. 0,5 % af befolkningen, derfor måtte de finde en meget effektiv måde at organisere deres imperium på.
På toppen af Inkasamfundet var "kejseren" som simpelt blev kaldt "Inkaen". Inkaen var den ubestridte leder af Inkariget, han havde den totale magt og kunne gøre, lige hvad han ville. Det var kun en direkte efterkommer af den sidst afdøde inka, som kunne blive inka. Inkaen blev af Inkafolket set som søn af solguden. Derudover var der også en leder i hver af byerne, som kaldtes Curaca, det var ham man gik til, når der var problemer. Curacaen skulle fordele jorden og sørge for, at folk passede deres arbejde. En gang om året rejste han til Cusco for at mødes med Inkaen.
Lige under Inkaen var ypperstepræsten og den øverste militærleder. Ypperstepræsten var, som navnet siger, den øverste præst og sørgede for den årlige ofring i hovedstaden Cuzco. Her sprættede ypperstepræsten en lama op og ved hjælp af offerets indvolde, kunne han læse rigets fremtid et år frem. Den øverste militærleder, som det også siger sig selv, var manden bag militæret og styrede dette som det øverste led.
Nedenunder disse var de fire guvernører også kaldet Apuser. Hver havde de ansvaret for en af de fire provinser: Chinchaysuyu, Antisuyu, Qontisuyu, og Qollasuyu. Provinserne var oprettet således at de alle grænsede op til hinanden i hovedstaden Cuzco. Det var Apusernes opgave at holde øje med de lokale høvdinge. De lokale høvdinge, også kaldet t'oqrikoq havde ansvaret for en by og dens omkringliggende områder. Disse områder udgjorde en slags under-provins. Under-provinserne var igen delt op i flere forskellige områder, hvor de var delt ind i et niveau-system. Hvilket niveau et område var på afhang af dens antal af mandlige indbyggere, som var sunde og raske, og derfor kunne bidrage til mita-systemet. Alle der var en del af mita-systemet skulle arbejde for Inkariget 2-3 måneder om året. Arbejdet kunne f.eks. være markarbejde, vejarbejde m.m. De forskellige niveauer var:
| Niveau navn:   | Mita arbejdende: |
| -------------- | ---------------- |
| Hunu kuraqa    | 10000            |
| Waranqa kuraqa | 1000             |
| Pachaka Kuraqa | 100              |
| Chunka kamayuq | 10               |

De nederste i Inkaernes samfund udgjorde også den vigtigste del, det var soldater, smede, arbejdere og bønder. En anden vigtig del af samfundet var troldmænd og præster, de stod højt i samfundet, da det var dem, som kunne kontakte guderne, forudsige fremtiden samt beskytte inkaerne mod de onde ånder, som de troede på.

### Kommunikation
Da Inkariget bestod af 9 millioner mennesker, og kun 40.000 af disse var oprindelige inkaer, blev der talt mange forskellige sprog rundt omkring i riget. For at skabe bedre kommunikation forsøgte inkaerne at indføre deres modersmål quechua i de erobrede områder, det lykkedes at få lært mange af de nye folk quechua, og i dag tales det stadigvæk af ca. 9,5 millioner mennesker i Peru og Bolivia.
Inkaerne havde i modsætning til mange andre udviklede samfund intet skriftsprog, de var dog gode til at udtrykke sig igennem kunst, og nogle få historikere mener, at de rent faktisk skrev ved hjælp af symboler. Inkaerne kunne derfor ikke bruge breve til at sende beskeder, i stedet havde de et system kaldet Chasqui. Chasquisystemet virkede ved, at der på hver eneste kilometer vej lå en vagtpost, hvor der sad én mand. Hvis en høvding skulle have en besked frem til kejser-Inkaen i Cuzco, ville han gå til den nærmeste chasquipost, sige beskeden til manden der var der, derefter ville denne mand løbe til den næstet chasquipost, fortælle beskeden videre til den som sad der, som så ville løbe videre til næste post. Sådan fortsatte det indtil beskeden var nået frem. På denne måde kunne Inkaen få besked fra den fjerneste afkrog af riget på under tre dage.

## Religiøs overbevisning
Inkaernes religion var baseret på dyrkelse af Solen som guddommelig. Inkaen blev kaldt søn af solen.
Den skabende gud var skaberguden Viracocha, derefter kommer solguden Inti, den mandlige guddom skaber af afgrøderne.
En anden mandlig gud er tordenguden illapa, ham gik man til, hvis man ønskede regn.
Solens kvindelige modstykke var Månen, Mama Quilla. Månen var beskytter af alle kvinder og repræsenterede Inkaens coya (den øverste hustru).

### Arkitektur
Inkaerne byggede masser af prægtige bygninger, paladser, templer og hele byer. Inkaerne er inden for arkitekturens verden særligt kendt for deres specielle måde at sætte sten sammen på, idet de var i stand til at sætte sten så tæt sammen, at der ikke kunne presses en kniv imellem sprækkerne.

#### Templer og religiøse bygninger
Inkaerne byggede mange templer til ofringer, da de mente, at det var den eneste måde at formilde guderne på, men de fleste templer, der er tilbage i dag, er ruiner.

#### Byer
Indbyggerne i Inkariget var spredt ud i mange forskellige landsbyer, kun få boede i de store byer. I byerne boede hovedsagelig embedsmænd, som styrede de omliggende områder derfra. Desuden var byerne også samlingssted for religiøse begivenheder; ved religiøse ofringer (blandt andet af lamaer, ikke mennesker) til solguden samledes inkafolkene fra omegnen i byerne for at deltage i begivenhederne.

##### Inkabyer
- Choquequirau
- Inca Wasi
- Llactapata
- Machu Picchu
- Marcahuasi, Marca Huasi (Marcahuasi: a mystery in stone)
- Ollantaytambo
- Pambokancha
- Qoriwayrachina
- Tarawasi
- Tawuntineuyo
- Tiahuanacu
- Cuzco- Inkaernes hovedstad

#### Infrastruktur
Inkaerne havde en veludviklet infrastruktur, som omfattede hele riget. Vejene var en vigtig brik i Inkariget, der var i alt ca. 40.000 km vej i hele riget, gennem ørkener, jungler og bjerge. Ved hjælp af det store vejnet kunne man lynhurtigt bringe beskeder frem ved hjælp af chasqui-budbringere. For hæren var vejene også vigtige, hvis der var oprør et sted i riget, kunne en inkahær blot følge vejen dertil; det var meget nemmere end at bevæge sig igennem jungler og over bjerge.
Rundt omkring i inkariget kunne man også finde hængebroer; da der var mange bjerge, var der også mange kløfter. For at kunne krydse disse kløfter byggede inkaerne nogle gode og solide broer, som nemt kunne klare regn og vind. Vejene var meget forskelligt bygget. Rundt ved kysterne kunne man kun finde vejen ved at følge en bestemt slags træstub, som markerede, at her var en vej. Andre steder var vejene blot fodspor, de mest imponerende var dem, der gik igennem bjergene, det krævede stor ingeniørkunst at bygge vej igennem bjergområder. Inkaerne klarede det ved at brolægge alle bjergveje samt bygge stenmure rundt omkring vejene. Da inkaerne ikke havde opfundet hjulet havde de ikke brug for stenbelagte veje men smalle og bulede veje.
Rundt omkring vejene var der også masser af aktivitet, der var ved nøje opmålte mellemrum anlagt kroer, hvor rejsende kunne overnatte og få noget at spise og drikke. Til hæren var der bygget specielle lagerrum langs vejene, her fandtes masser af mad til både mennesker og de mange lamaer, som hjalp til med at bære inkahærenes udstyr.
I 2014 blev vejnettet optaget på Unescos verdensarvsliste under navnet Qhapaq Ñan, Andean Road System.